# 옹진 대청도 동백나무 자생북한지
옹진 대청도 동백나무 자생북한지(甕津 大靑島 동백나무 自生北限地)는 인천광역시 옹진군 백령면 대청리에 있는 천연기념물이다. 1962년 12월 7일 대한민국의 천연기념물 제66호로 지정되었다.

## 개요
동백나무는 차나무과에 속하는 상록교목으로 우리나라를 비롯하여 일본·중국 등에 분포하고 있다. 우리나라에서는 남쪽 해안이나 섬에서 자란다. 꽃은 이른 봄에 피는데 매우 아름다우며 꽃이 피는 시기에 따라 춘백(春栢), 추백(秋栢), 동백(冬栢)으로 부른다. 따뜻한 지방에서 자라는 나무이며, 난대식물 중 가장 북쪽에서 자라는 나무이므로 평균기온에 따라 식물들이 자랄 수 있는 지역을 구분하는데 표시가 되는 나무이다.
대청도의 동백나무 자생지는 한때 전국적으로 동백나무가 불법 채취될 때 파괴되어 그 수가 많이 줄어들었다. 약 60년 전의 기록에 의하면 지름이 20cm에 이르는 큰 나무가 147그루 있었고 높이 3m에 지름 27cm의 큰 나무도 있었다고 한다. 그러나 현재는 큰 나무들을 찾아보기 어렵다.
대청도의 동백나무 자생지는 동백나무가 자연적으로 자랄 수 있는 북쪽 한계지역으로 학술적 가치를 인정받아 천연기념물로 지정·보호하고 있다.

## 참고 자료
- 옹진 대청도 동백나무 자생북한지 - 국가유산청 국가유산포털